# 禰津信忠
禰津 信忠（ねづ のぶただ）は、戦国時代の武将。信濃国滋野三氏の一つ・根津氏（禰津氏）の一族。

## 生涯
信忠の兄・禰津松鴎軒常安は武田家臣であったが、常安の嫡子・月直が長篠の戦いで討死したため、信忠の子・昌綱が本家の家督を継いだ。本来家督を継ぐべきは信忠であったが、信忠は元来病弱で、妻の兄弟である真田昌幸に招かれ、岩櫃城下に根津屋敷、通称「志摩小屋」を与えられ、「潜竜斎」を名乗り出家の身となったため、息子である昌綱が家督を継ぐことになった。
子の昌綱と幸直は最終的に共に真田氏に仕え、子孫は松代藩士となった。